# 上燃姑乡
上燃姑乡，是中华人民共和国四川省甘孜藏族自治州德格县下辖的一个乡镇级行政单位。

## 行政区划
上燃姑乡下辖以下地区：
夺巴村、麻邛村、亚西村和左巴通村。